# Nový Přím
Nový Přím (německy Neu Prim) je malá vesnice, část obce Dolní Přím v okrese Hradec Králové. Nachází se asi 1,5 km na jihozápad od Dolního Přímu. V roce 2009 zde bylo evidováno 23 adres. V roce 2001 zde trvale žilo 49 obyvatel.
Nový Přím leží v katastrálním území Dolní Přím o výměře 4,32 km2.